# Ford Transit Courier
Ford Transit Courier – samochód osobowo-dostawczy typu kombivan klasy subkompaktowej produkowany pod amerykańską marką Ford od 2014 roku. Od 2023 roku jest produkowana druga generacja modelu. 

## Pierwsza generacja

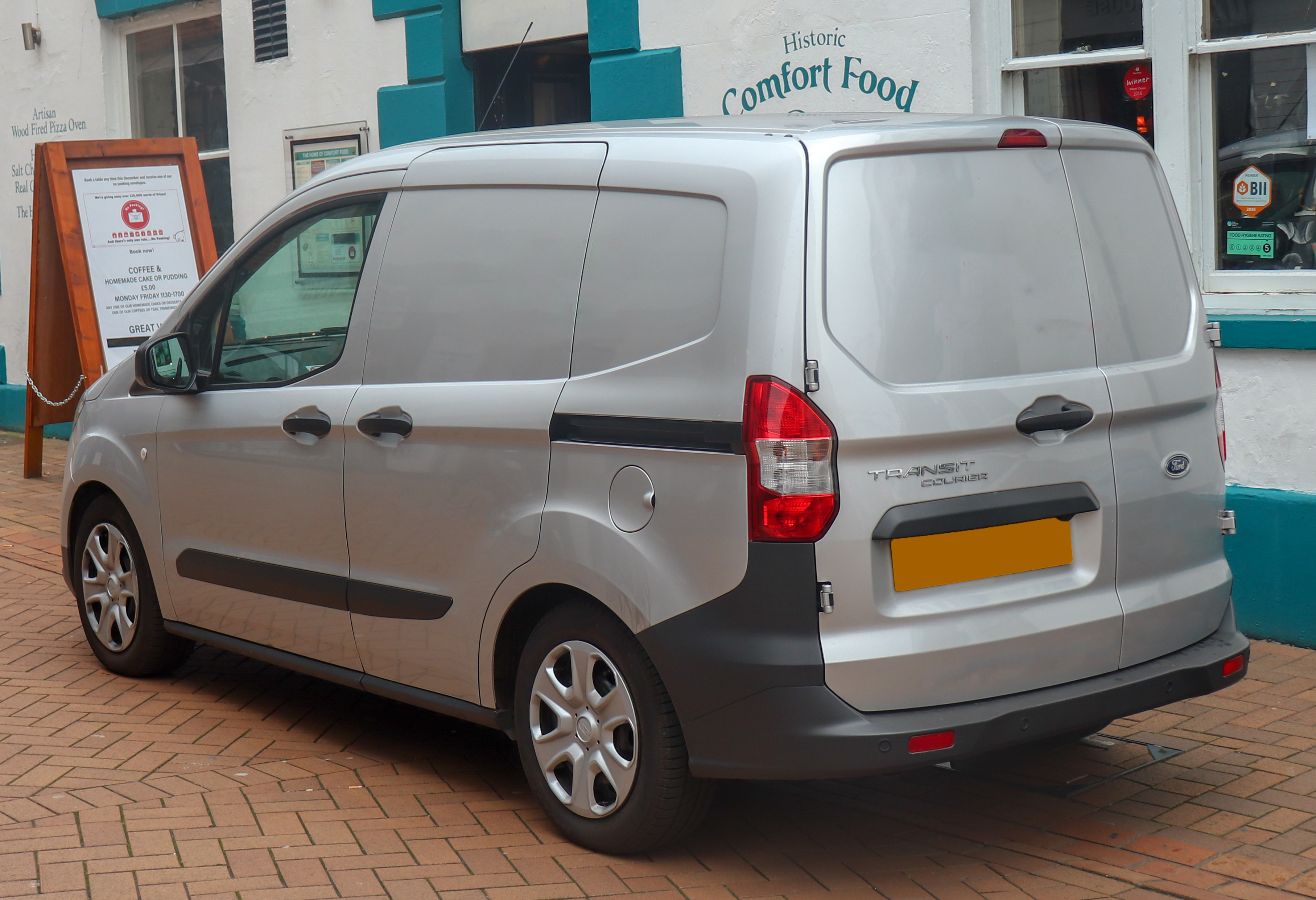
Ford Transit Courier I - tył

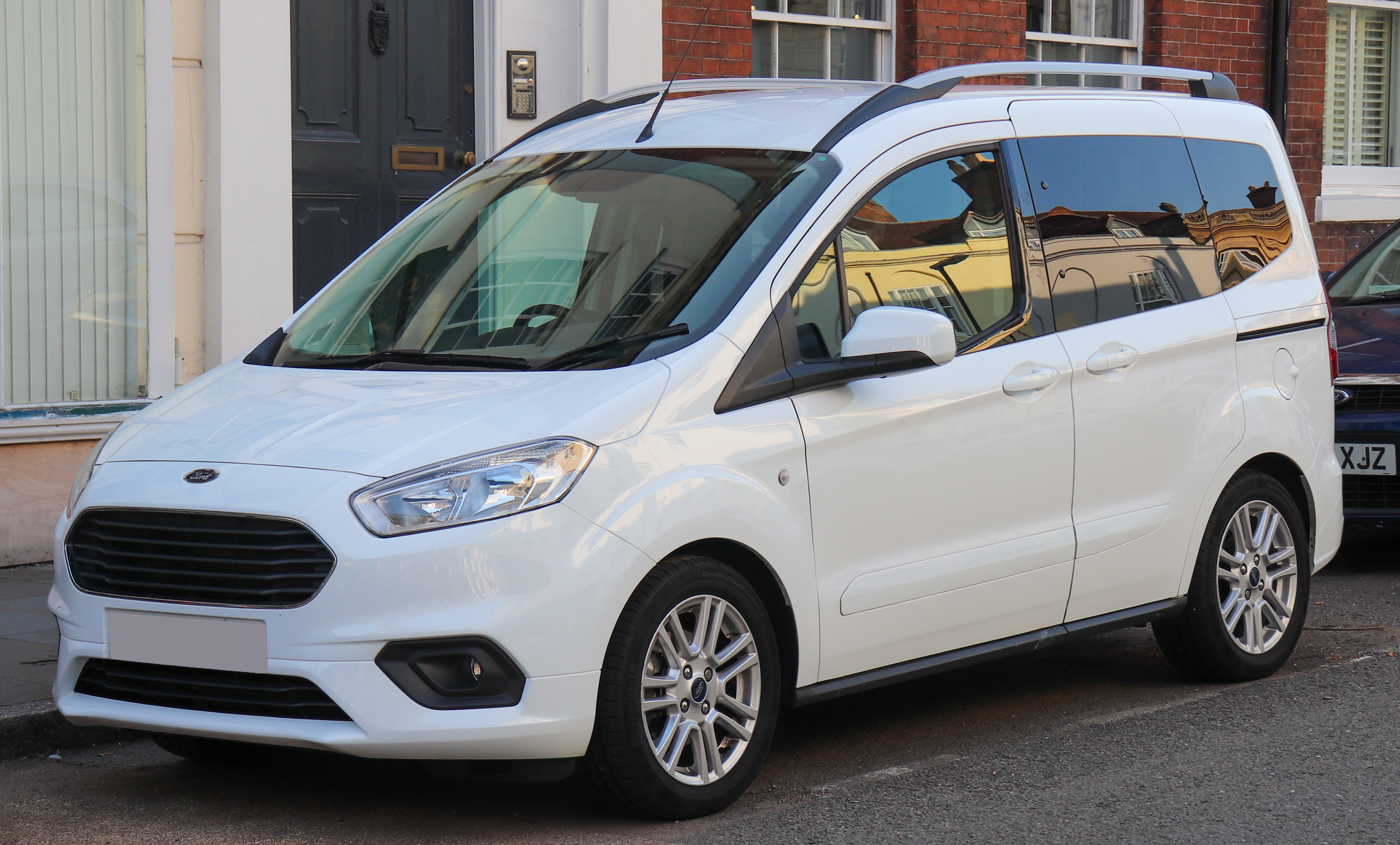
Ford Tourneo Courier I po liftingu

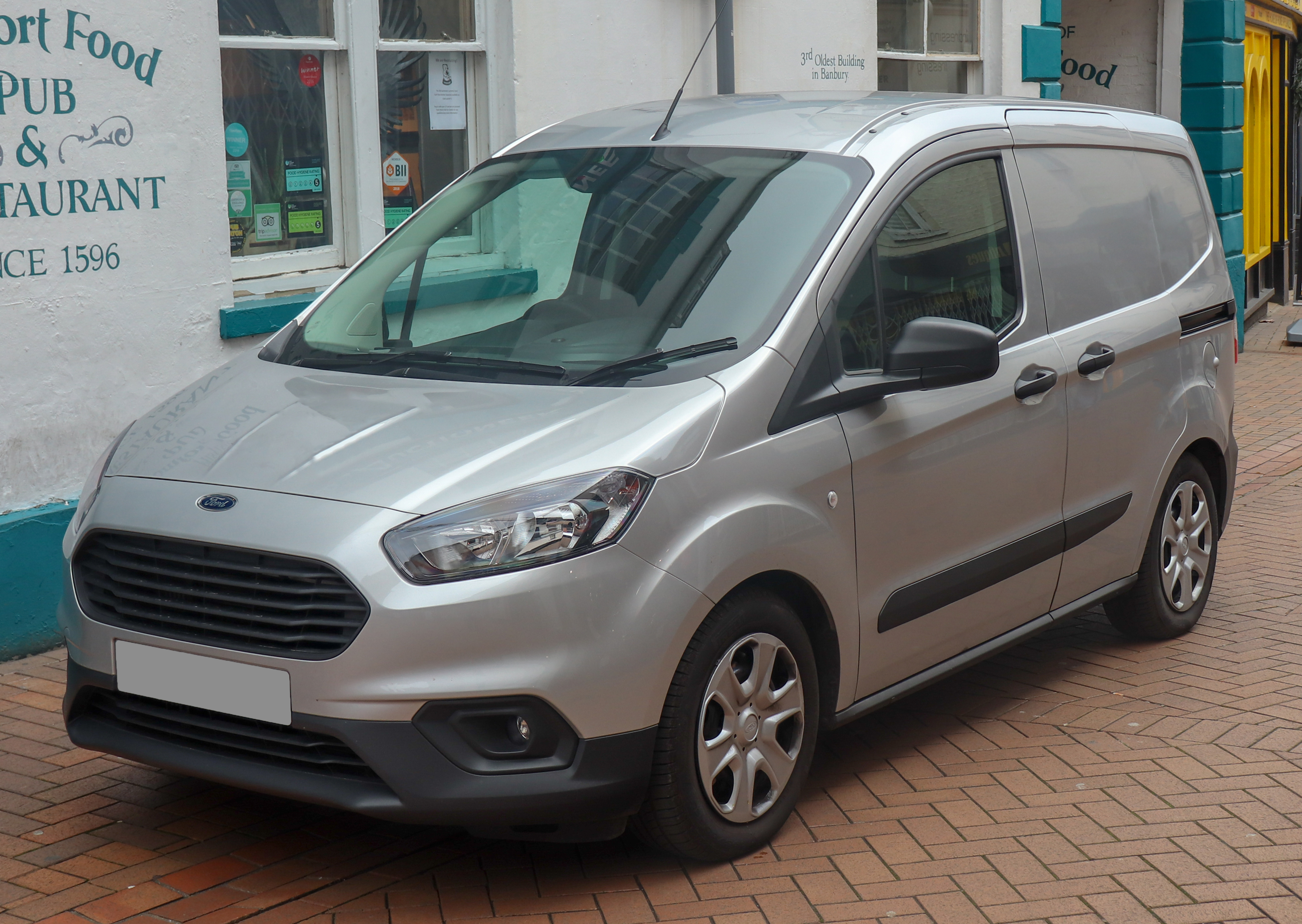
Ford Transit Courier I po liftingu

Ford Transit Courier I został zaprezentowany po raz pierwszy w 2013 roku. 
Ford postanowił powrócić do koncepcji miejskiego, osobowo-dostawczego kombivana na bazie Fiesty podczas Geneva Motor Show 2013, prezentując rodzinę modeli Transit Courier i Tourneo Courier. Nazwa ta nawiązuje do produkowanego w latach 1991 - 2002 poprzednika, Forda Couriera. 
Wersja dostawcza oferowana jest w jednym wariancie długości, oferując 2,3 metra sześciennego powierzchni przestrzeni transportowej. Pozwala ona przewozić przedmioty o długości wynoszącej nawet 1,62 metra. Opcjonalnie samochód może zostać wyposażony w boczne punkty mocowania ładunku, a także opcjonalną przegrodę siatkową. Za pełną przegrodą znajduje się przestrzeń na europaletę i 600 kg ładunku.

### Tourneo Courier
Osobowa odmiana wyróżnia się przesuwanymi tylnymi drzwiami, a także bardzo wysokim nadwoziem, które ukształtowano tak w celu wygenerowania jak najwięcej miejsca nad głowami pasażerów. Bagażnik ma 395 litrów podstawowej pojemności oraz maksymalnie 1656 litrów przy złożeniu tylnego rzędu siedzeń. Sprzedaż Transita Courier ruszyła w Polsce niemal rok po premierze, wiosną 2014 roku równolegle w wersji dostawczej i osobowej.

### Lifting
W grudniu 2017 roku przedstawiono model po symbolicznej modernizacji. Zmieniono kształt przedniego zderzaka, dokonano drobnej korekty kształtu atrapy chłodnicy, a także zamontowano w środku większy ekran do sterowania systemem multimedialnym. 6-calowy kolorowy ekran dotykowy wyposażono możliwość obsługiwania telefonu, odtwarzacza muzyki i systemu nawigacji dzięki prostym poleceniom głosowym.

### Silniki
- R3 1.0l EcoBoost 100 KM
- R4 1.5l Duratorq Diesel 75 KM
- R4 1.6l Duratorq Diesel 95 KM

## Druga generacja

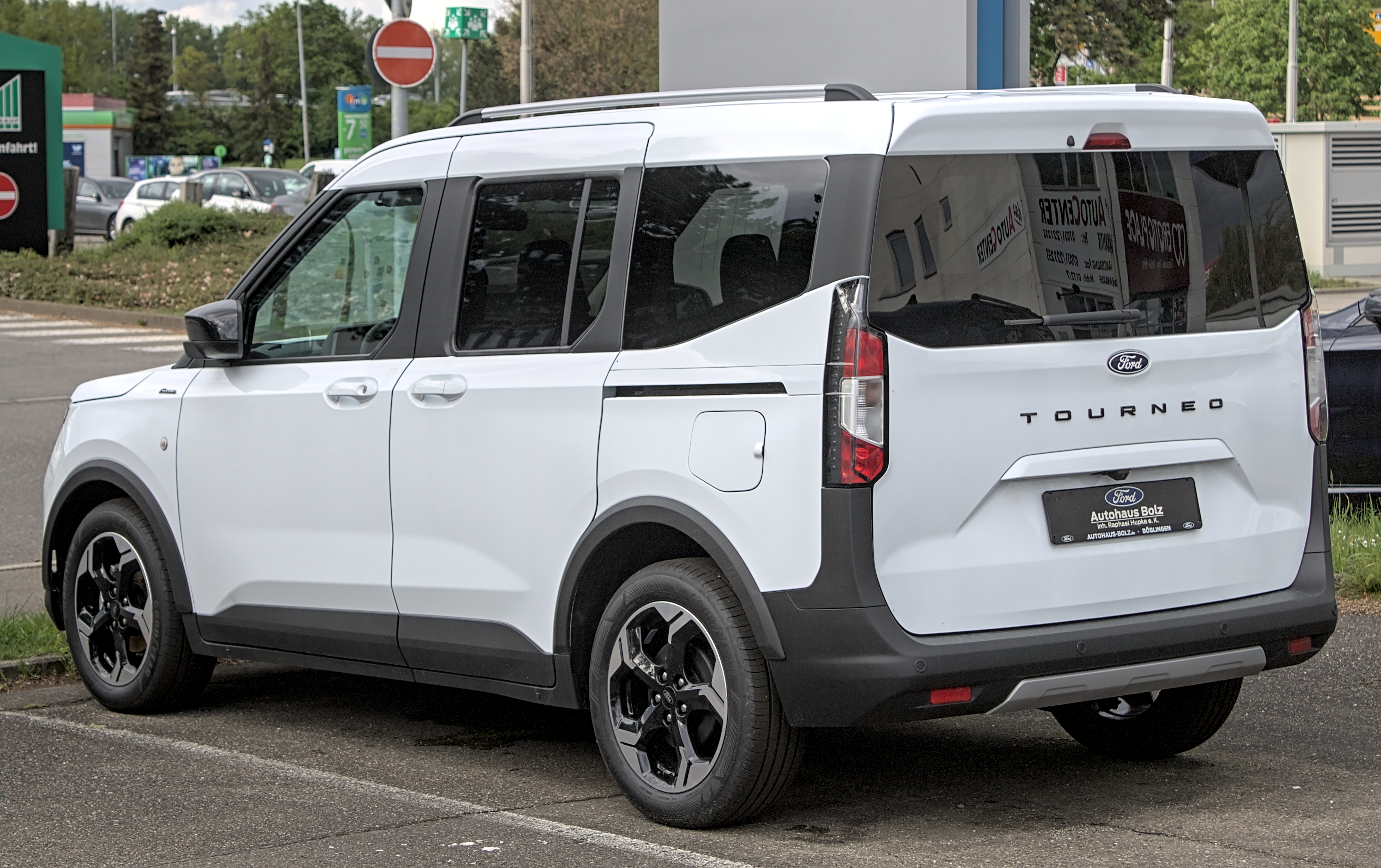
Ford Tourneo Courier - tył

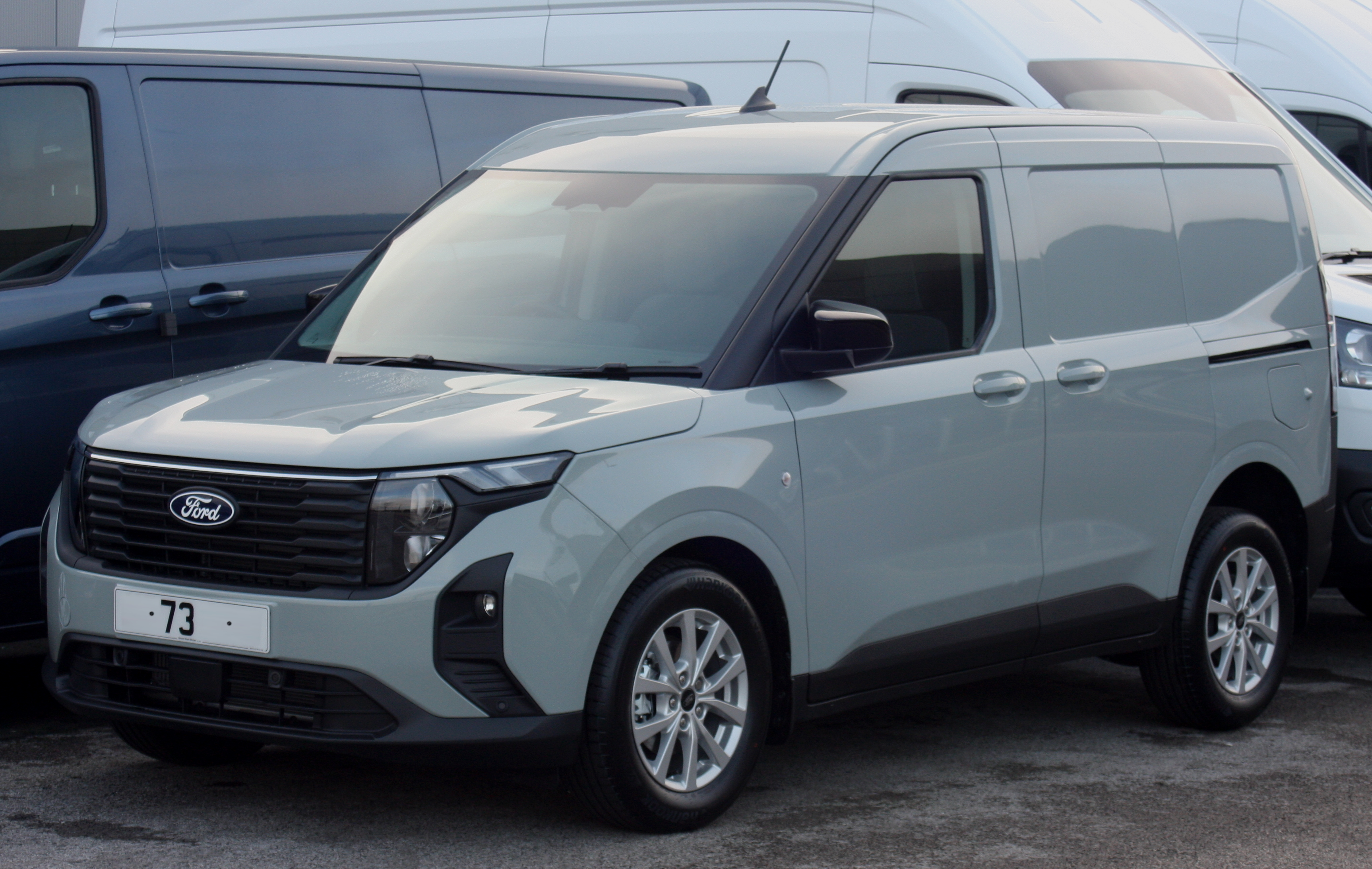
Ford Transit Courier II

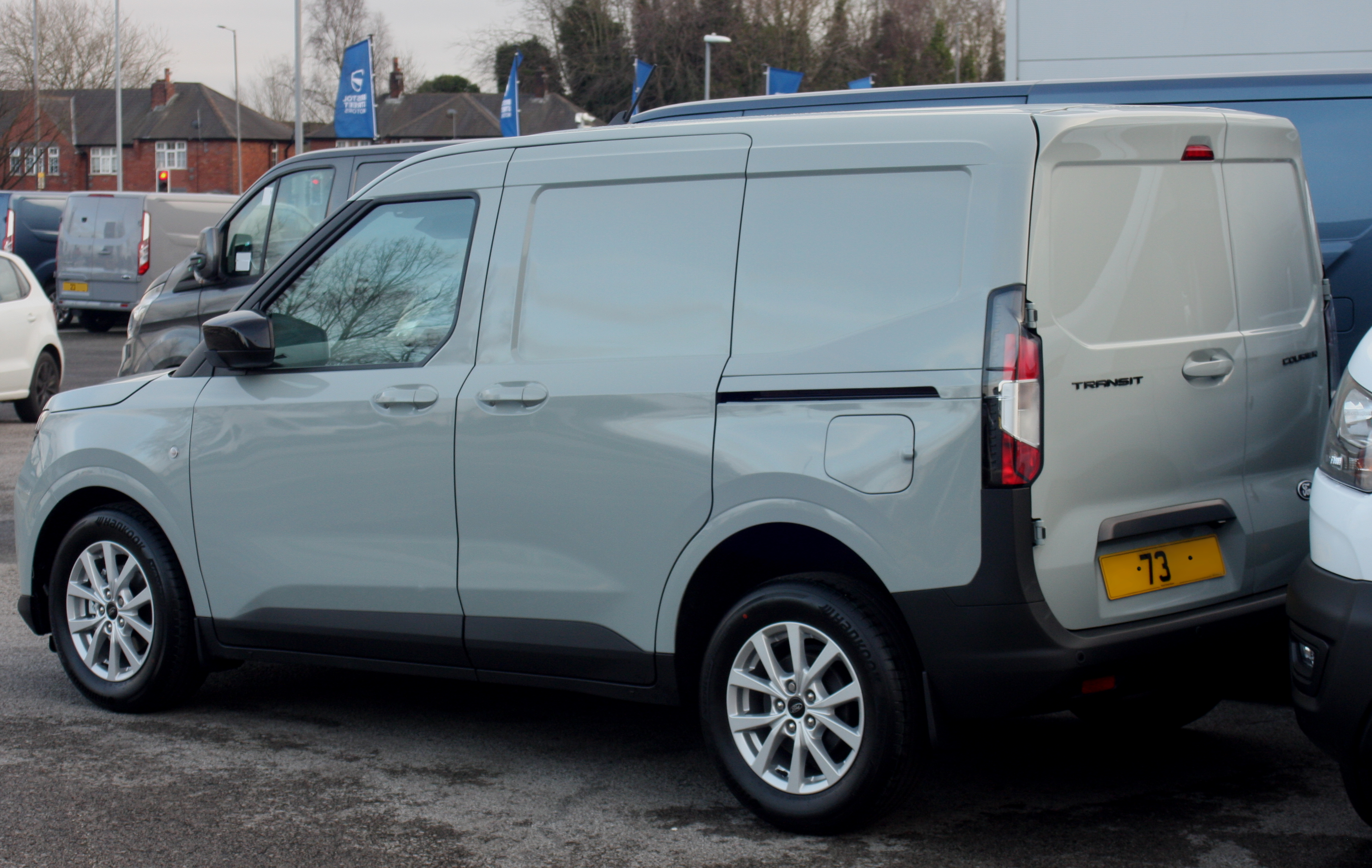
Ford Transit Courier II - tył

Ford Transit Courier II został zaprezentowany po raz pierwszy w 2023 roku.
Dekadę po premierze pierwszej generacji Transita Courier, Ford przedstawił drugą generację powstałą od podstaw jako nowy model. Samochód zyskał charakterystyczną, bardziej kanciastą sylwetkę, a także reflektory w kształcie bumerangu z opcjonalną listwą świetlną biegnącą przez osłonę chłodnicy. Samochód zyskał obszerniejsze nadwozie oferujące większe możliwości transportowe, umożliwiając transport m.in. 2 europalet i przedmioty o długości do 2,6 metra.
Kabina pasażerska utrzymana została w surowym i minimalistycznym wzornictwie, z pakietem dwóch 12-calowych wyświetlaczy na desce rozdzielczej w topowej odmianie. Samochód obsługuje nową generację systemu multimedialnego SYNC 4, z kolei aranżacja wnętrza została zoptymalizowana pod kątem ułatwienia pracy dzięki dodatkowym rozkładanym powierzchniom i rozbudowanemu oświetleniu.

### E-Transit/Tourneo Courier
Po raz pierwszy najmniejszy osobowo-dostawczy model Forda powstał także w wariancie elektrycznym. Pod kątem wizualnym odróżnił się on zaślepką o szarym kolorze w miejscu osłony chłodnicy, a także umieszczonym po lewej portem ładowania i zmodyfikowanym tunelem środkowym w kabinie pasażerskiej. Do napędu tej odmiany wykorzystano silnik elektryczny o mocy 136 KM, rozpędzając się do 145 km/h, oferując 700 kg ładowności i 750 kg uciągu. Pod maską wygospodarowano przestrzeń na tzw. frunk, a akumulator otrzymał pojemność 60 kWh.

### Sprzedaż
Podobnie jak poprzednik, Transit i Tourneo Courier powstały wyłącznie z myślą o rynku europejskim oraz tureckim. Inaczej niż dotychczas jednak, produkcją zajęły się nie zakłady Ford Otosan w Kocaeli, lecz rumuńska fabryka w Krajowej. Dostawy pierwszych egzemplarzy wyznaczone zostały na drugą połowę 2023 roku, poczynając od modeli spalinowych.

### Silniki
- R3 1.0l EcoBoost
- R3 1.5l EcoBlue